# Gymnopilus fibrillosipes
Gymnopilus fibrillosipes là một loài nấm thuộc họ Cortinariaceae.